# Губино (Шатурский район)
Губино — деревня в Шатурском муниципальном районе Московской области России. Входит в состав Дмитровского сельского поселения. Население — 63 чел. (2013).

## Расположение
Деревня Губино расположена в южной части Шатурского района, расстояние до МКАД порядка 155 км. Высота над уровнем моря 130 м.

## Название
В письменных источниках деревня упоминается как Губино или Губинская.
Название, вероятно, произошло от фамилии владельца деревни.

## История
Впервые упоминается в писцовой Владимирской книге В. Кропоткина 1637—1648 гг. как деревня Губино, Губинская. Деревня входила в состав Бабинской кромины волости Муромское сельцо Владимирского уезда Замосковного края Московского царства. Деревня принадлежала стряпчему Казарину Федосеевичу Совину, стольнику Василию Никоновичу Бутурлину и стряпчему Тимофею Никоновичу Бутурлину.
Последней владелицей деревни перед отменой крепостного права была статская советница Александра Алексеевна Матафтина.
После отмены крепостного права деревня вошла в состав Коробовской волости.
В советское время деревня входила в Михайловский сельсовет.

## Население
| 1859 | 1868 | 1885 | 1905 | 1926 | 1970 |
| ---- | ---- | ---- | ---- | ---- | ---- |
| 231  | ↗240 | ↗260 | ↘250 | ↗252 | ↘117 |
| 1993 | 2002 | 2006 | 2010 | 2011 | 2013 |
| ↘60  | ↘48  | ↗53  | ↗55  | ↗73  | ↘63  |

## Галерея

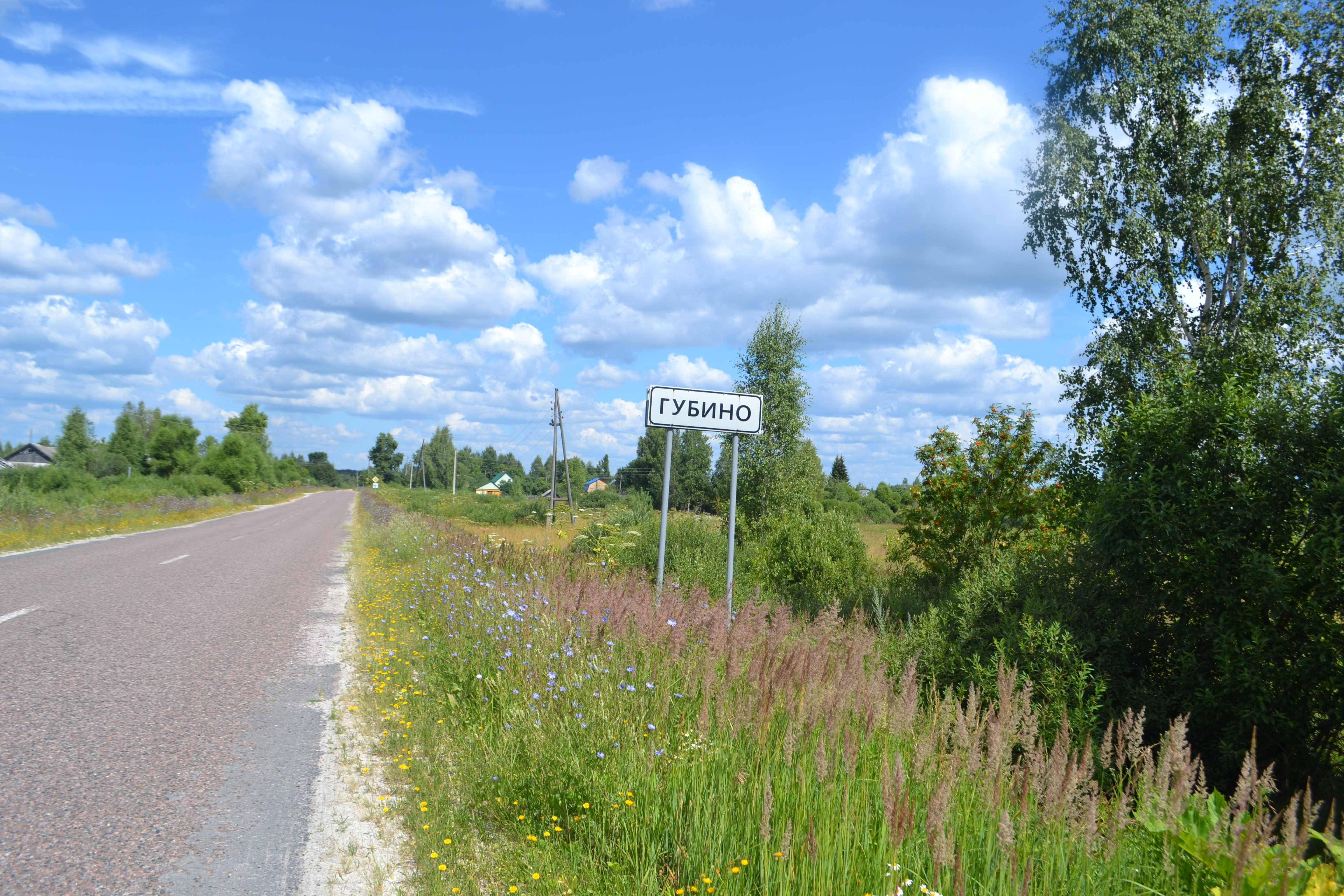
Дорожный указатель на деревню
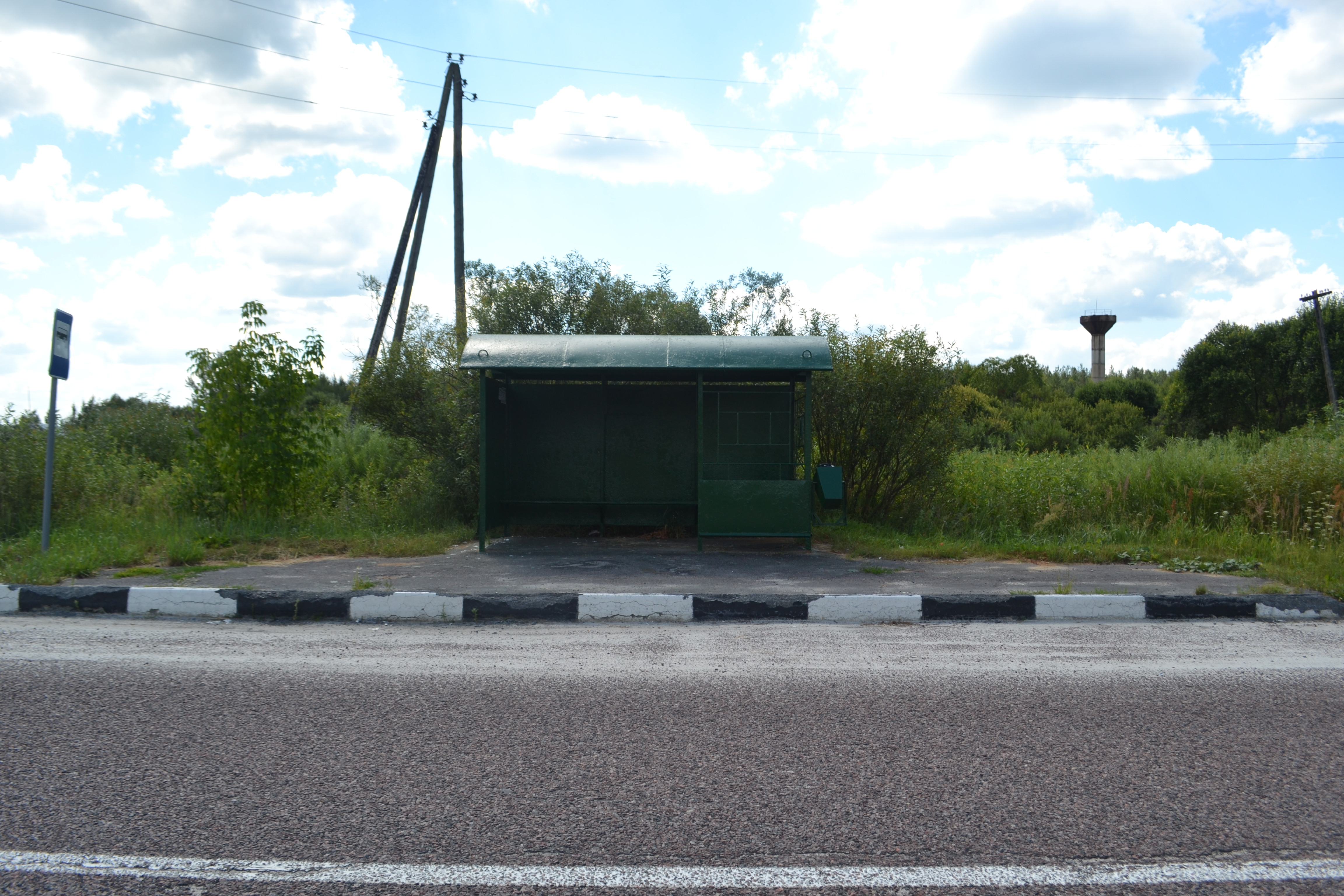
Остановка Губино
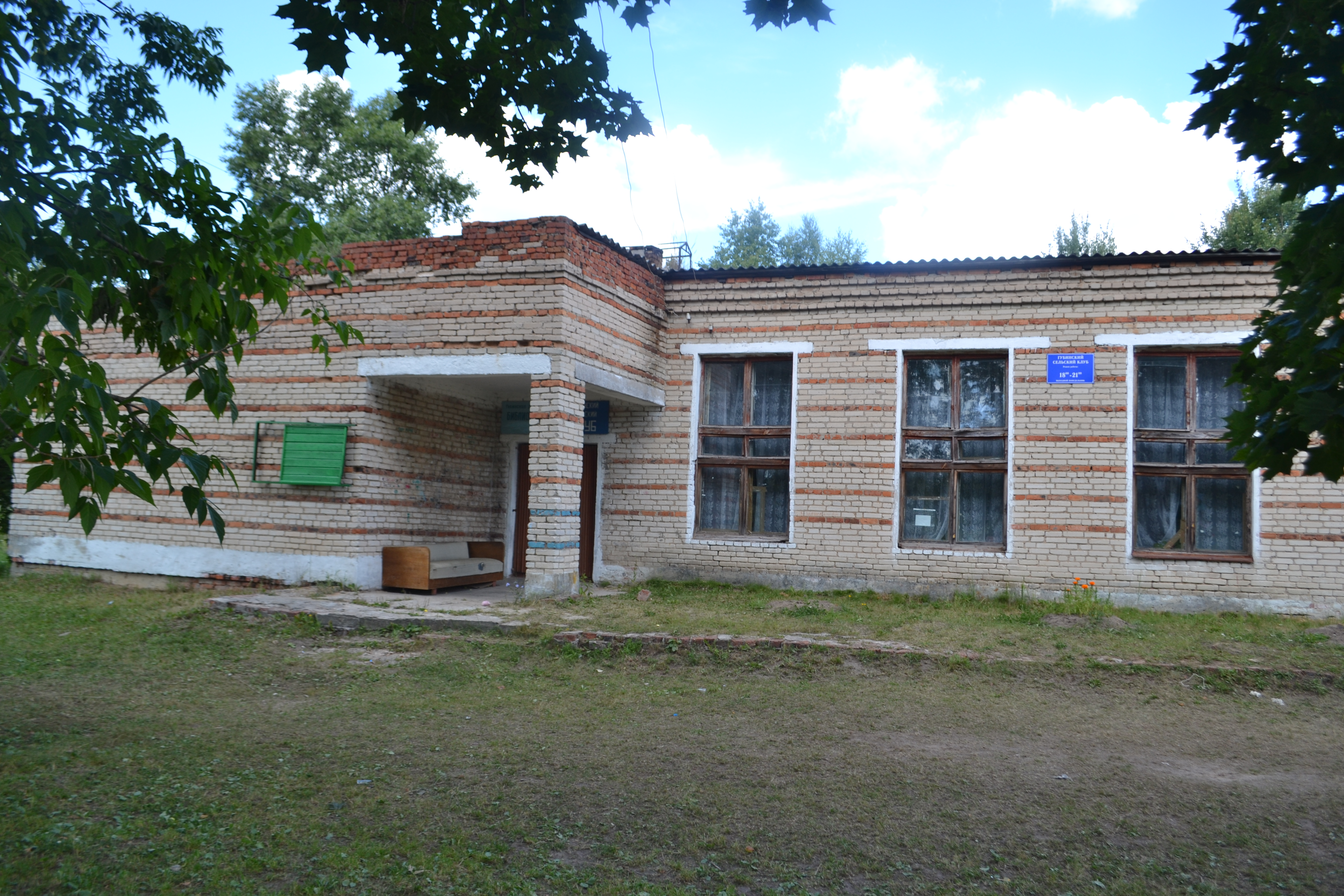
Сельский клуб
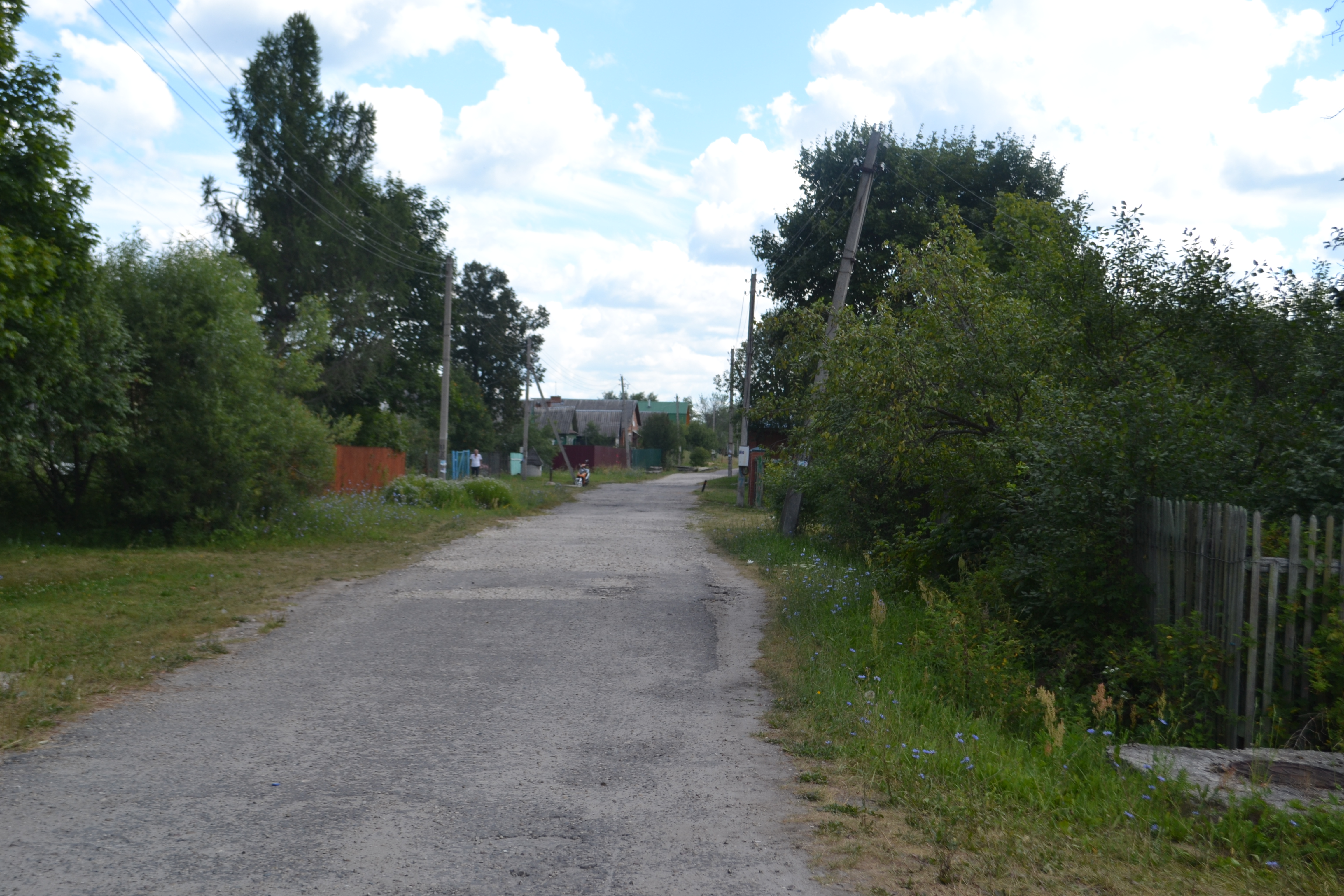
Губино
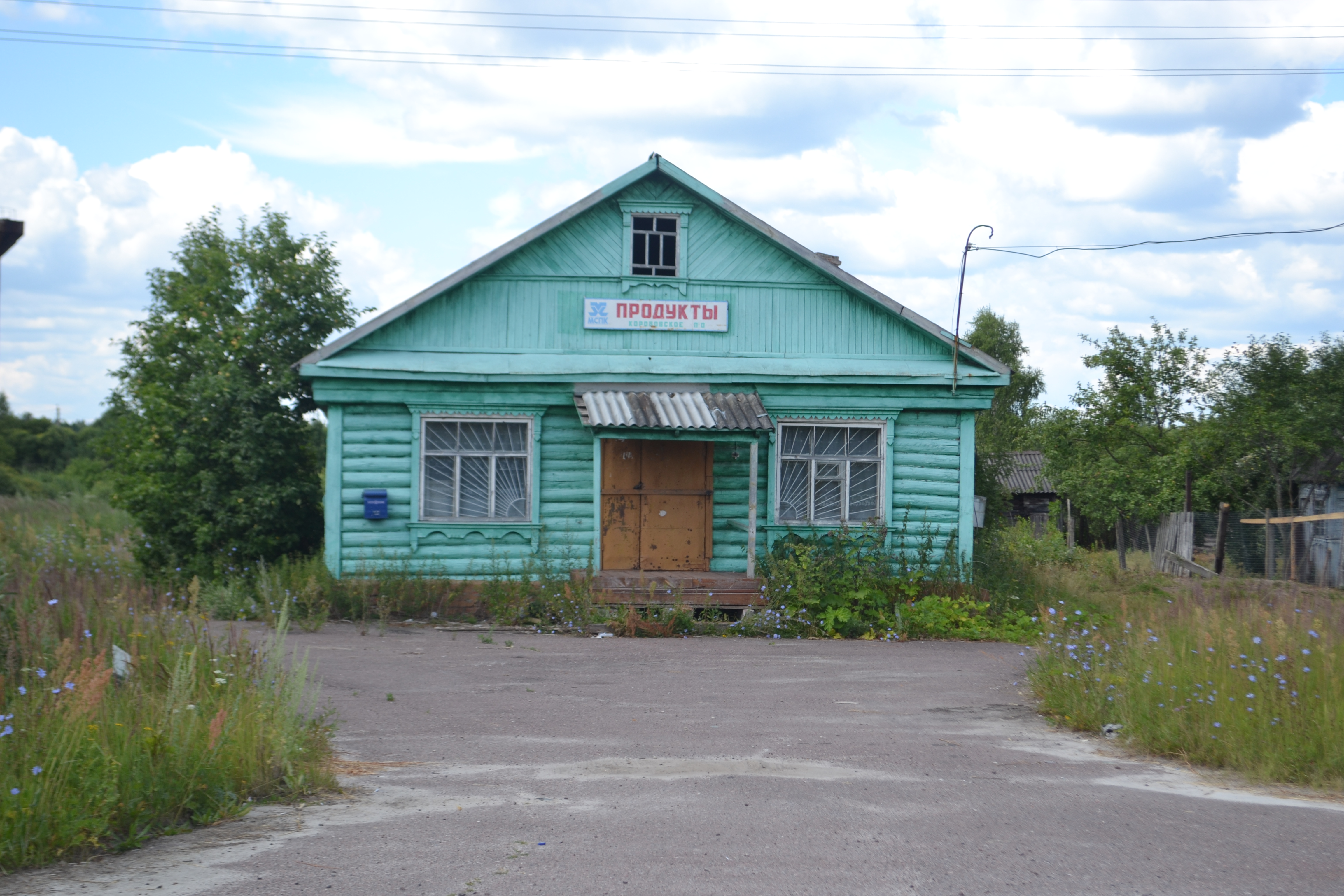
Бывший магазин
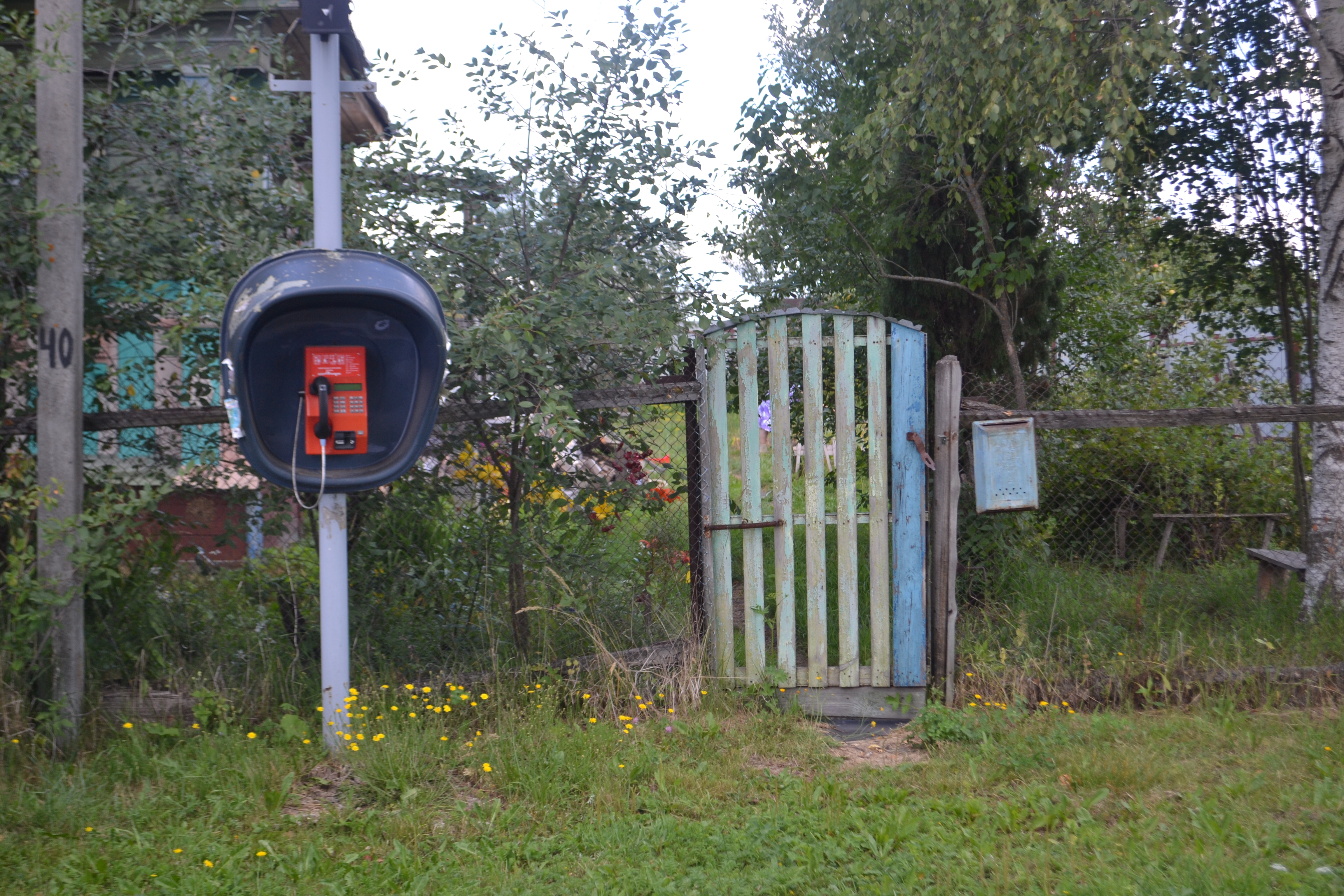
Таксофон в деревне